# تاكيشي كوباياشي
تاكيشي كوباياشي (باليابانية: 小林武史) (و. 1959 – م) هو مخرج سينمائي، وملحن، ومنتج أسطوانات، وموزع موسيقي، وعازف لوحة المفاتيح، من اليابان، ولد في شينجو، ياماغاتا.

## أعمال بارزة
من أهم أعماله:
- Shuffle.

## وصلات خارجية
- تاكيشي كوباياشي على موقع IMDb (الإنجليزية)
- تاكيشي كوباياشي على موقع ألو سيني (الفرنسية)
- تاكيشي كوباياشي على موقع ميوزك برينز (الإنجليزية)
- تاكيشي كوباياشي على موقع أول موفي (الإنجليزية)
- تاكيشي كوباياشي على موقع ديسكوغز (الإنجليزية)
- تاكيشي كوباياشي على موقع قاعدة بيانات الفيلم (الإنجليزية)
- تاكيشي كوباياشي على موقع كينوبويسك (الروسية)